# Richard Zenke
Richard Zenke (ur. 23 sierpnia 1901 w Darłowie, zm. 16 lipca 1980 w Hamm) – niemiecki nauczyciel i malarz.

## Życiorys
Urodził się w rodzinie urzędniczej, w nieistniejącej już kamienicy przy ul. Młyńskiej w Rügenwalde (ob. Darłowo). W rodzinnym mieście ukończył szkołę podstawową i gimnazjum. Jednym z jego nauczycieli był Karl Rosenow. Nauczyciel był wzorem do naśladowania dla Richarda Zenke. Mężczyzn połączyła przyjaźń, która trwała do końca życia Rosenowa. W 1919 r. Zenke zdał maturę w Kolbergu (Kołobrzegu). W latach 1919–1921 kształcił się na Królewskim Seminarium Nauczycielskim w Bütow (Bytów), uzyskując dyplom nauczyciela rysunku. Przez kolejne dwa lata pracował jako nauczyciel domowy. W latach 1923–1926 studiował na Akademii Sztuki w Berlinie, uzyskując dyplom profesora szkół średnich. W latach 1926–1935 uczył w szkole średniej w Schneidemühl (Piła). W 1935 r. zamieszkał w Königsbergu (Królewiec), gdzie uczył w miejscowej szkole średniej. Jednocześnie podjął pracę jako metodyk wychowania plastycznego w tutejszym kuratorium. W 1939 r. został powołany do rady naukowej. Zaproponowano mu stanowisko profesora Kolegium Nauczycielskiego w Elbing (Elbląg), ale odmawia jego przyjęcia. W 1941 r. został powołany do Wehrmachtu, jednak nie mógł brać udziału w działaniach wojennych z uwagi na krótkowidztwo. Do 1945 r. służył jako nauczyciel plastyki w jednostkach wojskowych stacjonujących w Norwegii.
Po zajęciu Königsberga przez Armię Radziecką w ramach operacji wschodniopruskiej, uciekł wraz z rodziną do rodzinnego Rügenwalde. Tu dostał się do obozu jenieckiego, z którego zbiegł. 1 marca udają się do Parchim w Meklemburgii, znajdującej się w radzieckiej strefie okupacyjnej. Tu żyją w nieustannym zagrożeniu rosyjskimi rewizjami i gwałtami, dlatego w 1946 r. decydują się wraz z tysiącami innych Niemców osiedlić w obozie dla uchodźców na wyspie Norderney. W Nordeney Zenke utrzymywał się z tworzenia pejzaży i portretów. W 1949 r. kupuje dom na wydmach od malarza Poppe Folkerta, który w tym samym roku zostaje zniszczony przez sztorm. W latach 1949–1953 pracował w gimnazjum North High School w Palatine w Kirchheimbolanden. Od 1953 r. wykładał sztukę w Gimnazjum Humanistycznym im. Theodora Heussa w Ludwigshafen. Zamieszkał wówczas w wybudowanym i urządzonym przez siebie domu nad Renem na działce wynajętej od władz portu. W 1967 r. przeszedł na emeryturę. W 1968 r. osiadł w Hamm, gdzie zbudował nowy dom. Tu zmarł po długiej chorobie 16 lipca 1980 roku. Został pochowany na miejscowym cmentarzu
Zenke uczył swoich uczniów wykorzystywania wyobraźni i przeciwstawiał się będącemu według niego zagrożeniem materializmowi. Umiejętności techniczne służyły wg niego jedynie jako narzędzie wyrażania własnej wyobraźni.

## Kariera malarska
Pierwsze prace artysty powstawały jeszcze przed podjęciem przez niego studiów w Berlinie. W czasie I wojny światowej stworzył projekty kilkunastu pieniędzy zastępczych dla Rügenwalde i Rügenwaldermünde (Darłówko), używanych zamiast bilonu, który przetapiano na armaty i amunicję. Umieścił na nich symbole marynistyczne i obiekty kojarzone z Darłowem. Stworzył ilustracje do książek o legendach powiatu sławieńskiego autorstwa Karla Rosenowa: Sagen des Kreises Schlawe (1921), Zanower Schwänke: ein fröhliches Buch: der deutschen Jugend gewidmet (1924) i Sianowskie Krotochwile. Uwiecznił w nim kilkanaście zabytków Darłowa, Sławna i okolic. Począwszy od ukończenia studiów w 1926 r., Zenke rozwijał swoją karierę malarską. Do 1939 r. zorganizowano ponad 20 wystaw jego prac. Wystawiał obrazy w galeriach m.in. w Pile, Królewcu i Berlinie. Mieszkając w Pile, współpracował z historykiem Karlem Boesse. Zenke wykonał ilustracje do artykułów historycznych autorstwa Boesse. W 1941 r. prace Zenke, a także innego darłowskiego malarza Otto Kuske wystawiono w Muzeum Regionalnym na Zamku Książąt Pomorskich w Darłowie, kierowanym przez Rosenowa. Wiele obrazów artysty powstało w Jershöft (Jarosławiec), gdzie w latach 30. rodzina Zenke spędzała wakacje. Córka Richarda, Renata Mortensen-Zenke do dziś odwiedza Jarosławiec. Zenke należał do kilku stowarzyszeń artystów.
Rozkwit jego kariery nastąpił w latach 50. Mógł sobie wówczas pozwolić na liczne podróże, w trakcie których tworzył szkice, na podstawie których malował obrazy w swojej domowej pracowni. Po przejściu na emeryturę w 1967 r. zajął się wyłącznie malarstwem. Zenke był zwolennikiem tradycyjnych nurtów w malarstwie. Malował technikami akwareli, pasteli, farbami olejnymi oraz tworzył szkice węglem i piórem. Jako swoich największych mistrzów wymieniał Caspara Davida Friedricha i Rembrandta. Inspirował się malarstwem skandynawskim. Najczęściej tworzył pejzaże Pomorza Zachodniego i obrazy marynistyczne oraz portrety. W swoich pracach często inspirował się sztuką ludową.
Część obrazów Zenke zaginęła w czasie II wojny światowej. Obecnie jego obrazy można zobaczyć m.in. w Sali Zielonej Muzeum w Zamku Książąt Pomorskich w Darłowie. Pozyskano je od niemieckich muzeów. W 1995 r., w ramach nowego kierunku Muzeum mającej na celu ukazywanie prac artystów związanych z Darłowem, odbyła się tu pierwsza po II wojnie światowej wystawa prac Richarda Zenke. W kwietniu 2010 r. córka malarza Renate Zenke podarowała 6 jego obrazów placówce w Darłowie i kolejne placówce w Pile. Do Polski przywiozła je działaczka społeczna Brygida Jerzewska. W 2000 r. w Darłowie i Sławnie zorganizowano wystawę prac artysty ze zbiorów muzealnych, córki Christine oraz pani Adele Pleines. W 2003 r. Zenke był jednym z malarzy którego prace zaprezentowano na wystawie czasowej Pomorskie pejzaże w Muzeum Wsi Słowińskiej w Klukach. W 2012 r. w Muzeum Okręgowym w Pile miała miejsce wystawa Ojciec i córka..., na której porównano prace Richarda Zenke z malarstwem jego córki Renate.
Działalność Richarda Zenke opisał jako pierwszy jego przyjaciel Karl Rosenow na łamach czasopisma Pommernblatt w 1953 roku. Od tej pory prace Zenke były opisywane na łamach kilku czasopism, m.in. w roczniku szkolnym Gimnazjum Humanistycznego w Ludwigshafen z 1964 r. W 1967 r. syn Rosenowa, Karl Heinz poświęcił mu artykuł na łamach Rügenwalder Heimatheften. W 2000 r. Sławieński Dom Kultury wydał dwujęzyczny katalog prac artysty pt. Richard Zenke: portret artysty autorstwa Konstantego Kontowskiego, Izabeli Legierskiej i Jana Sroki. Prace Zenke umieszczono w dwujęzycznej pracy pt. Legendy z Postomina i Jarosławca wydanej w 2006 r. przez Urząd Gminy w Postominie.

## Życie prywatne
W 1926 r. w Darłowie poślubił Marthę Jantz (1901-1985), córkę mistrza tutejszej żandarmerii. Żona aktywnie wspierała działalność twórczą męża. Para miała czwórkę dzieci: radną ds. rolnictwa Christine, architektka ogrodów i handlarza sprzętem fotograficznym Dietricha oraz rzemieślników Wielanda i Renate. Dwie córki, zmarła Christine i żyjąca nadal Renate Zenke-Mortensen (ur. 1932) także były malarkami. Renate interesuje się również m.in. rzeźbą i tkactwem. Christine zajmowała się badaniem bursztynu.